# Lénard Jenő
Lénard Jenő, eredetileg Eugen Isak Levy (Krefeld, Németország, 1878. május 2. – Bécs, 1924. december 2.) zsidó származású filozófus, orientalista, író.

## Élete
Apja Carl Levy gyáros, anyja Ida Johanna Weller volt. Öccse, Robert Jakob Levy (1879–1936) Lénárd Róbert néven grafikus lett.
Eugen (Jenő) 1907-ben részese volt az angol Buddhist Society of Great Britain and Ireland alapításában. 1909-ben áttért az evangélikus hitre, akkor vette fel a Lénard Jenő nevet.
Felesége Hoffmann Ilona (1888–1938) volt.
Lénard Jenő legalább tíz nyelven beszélt. Buddhizmusról szóló alapműve, a Dhammó után 1914-ben a Budapesti Tudományegyetemen filozófiai doktorátust szerzett.
1918 májusától Kis-Ázsiában vezetett expedíciót. A háború végén az expedíció tagjait internálták, és csak 1919 januárjában térhettek haza.
1919 augusztusától Fiumében az Atlantica Hajózási Társaság képviselője volt. Trianon után, 1920-ban Ausztriába költöztek.
Három gyermekük született: Lénárd Sándor (1910–1972) orvos, író, műfordító, Johanna (1913–1961) és Károly (1921–1944).
Lénard Jenő 1924-ben, Bécsben halt meg agyvérzés következtében.

## Művei
- Dhammó. Bevezetés a Buddhó tanába, 1-2.; Franklin, Bp., 1911–1913
- Dhammó. Bevezetés a Buddhó tanába. Kiemelt részletek; Buddhista Misszió, Bp., 1984
- A buddhista Pfungst (Nyugat, 1912)
- Buddho-rupam (Buddha testiségéről, 1913)

## Ajánlott irodalom
- Felvinczi Takács Zoltán: Dhammó (1914)
- Györffy István: A Lénard-féle kisázsiai expedíció (1921)